# David de Gea
David de Gea Quintana (Casarrubuelos, Madrid, España, 7 de noviembre de 1990) es un futbolista español que juega como portero del ACF Fiorentina de la Serie A de Italia.
Formado en las categorías inferiores del Atlético de Madrid, debutó con el primer equipo en 2009. Un año después ganó la Liga Europa y la Supercopa de Europa. En junio de 2011, se convirtió en el traspaso más caro de un portero en la Premier League, al fichar por el Manchester United que pagó al Atlético de Madrid aproximadamente 23 millones de euros. Con el equipo inglés ha logrado ocho títulos hasta la fecha, incluida la Premier League 2012-13 y la Liga Europa 2016-17.
Debutó con la selección española el 7 de junio de 2014, acudiendo al Mundial de Brasil en ese mismo año.

## Trayectoria

### Inicios
Nació circunstancialmente en Madrid el 7 de noviembre de 1990, pero se crio desde su nacimiento en Illescas, Toledo. Sus primeros pasos futbolísticos los dio a los 9 años en la cercana escuela de la localidad de Casarrubuelos, Madrid. Posteriormente estuvo jugando en el Colegio Castilla de Torrejón de la Calzada cuando tenía 12 años, y con 13 años fue llamado por el Atlético de Madrid. Con 16 años le convocaron para jugar con la selección española sub-16 y a los 19 jugó su primer partido en Primera División.
Ha recibido varios premios como deportista destacado por parte de la Junta de Comunidades de Castilla-La Mancha y la Diputación de Toledo.

### Atlético de Madrid

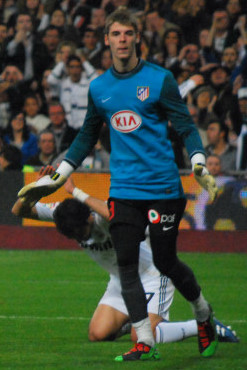
En un derbi ante el Real Madrid.

#### Temporada 2009-10
El 30 de septiembre de 2009 debutó, debido a la lesión del portero titular del equipo, Roberto, en un partido oficial con el primer equipo del Atlético de Madrid, en un encuentro de Liga de Campeones que enfrentaba al Atlético contra el Oporto en O Dragão. El 3 de octubre, De Gea debutó en el Estadio Vicente Calderón y detuvo un penalti ayudando así a que su equipo venciera por 2-1 al Zaragoza. Tras la finalización del partido David fue ovacionado por la afición colchonera.
El 12 de mayo de 2010, De Gea jugó como portero titular del Atlético de Madrid en la final de la Liga Europa de la UEFA, ganándosela al Fulham por 2-1, con ambos goles del delantero uruguayo Diego Forlán. En dicha final, David de Gea realizó varias paradas de mérito cuando el marcador reflejaba el 1-1, evitando así la derrota de su equipo. El 19 de mayo de 2010, tan sólo una semana después de la primera final, disputa la segunda consecutiva, esta vez de la Copa del Rey. El Atlético perdió contra el Sevilla FC por dos goles a cero. Dicha final se disputó en el Camp Nou de Barcelona. Su primera temporada en Primera División finalizó para De Gea siendo galardonado como Jugador Revelación de la temporada 2009-10.

#### Temporada 2010-11
La temporada siguiente no pudo comenzar mejor pues el 27 de agosto de 2010, el Atlético jugó la final de la Supercopa de Europa contra el Inter de Milán. El portero madrileño detuvo un penalti a Diego Milito en los últimos minutos del partido y se proclamó campeón, siendo el resultado final del partido 2-0. El 10 de abril de 2011, en el partido correspondiente a la trigésimo primera jornada de liga disputó su quincuagésimo partido de liga frente a la Real Sociedad, finalizando el partido con victoria por tres a cero. En estos primeros cincuenta partidos, De Gea encajó un total de 69 goles.

### Manchester United

#### Temporada 2011-12

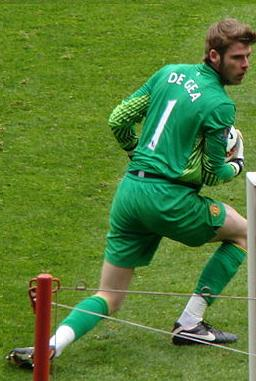
David de Gea en un partido ante el Sunderland AFC.

El 27 de junio de 2011, David de Gea pasó el reconocimiento médico con el Manchester United. Dos días después se confirmó su traspaso al Manchester United para las siguientes cinco temporadas por un precio aproximado de 19 millones de euros que le convirtieron en el segundo traspaso de un portero más caro del mundo y el primero de la Premier League. El equipo inglés necesitaba un nuevo guardameta tras la retirada de Edwin Van der Sar. El 23 de julio de 2011 se puso por primera vez la camiseta del Manchester en un partido amistoso que terminó con una victoria por 1-3. El 7 de agosto de 2011, David de Gea debutó en partido oficial con la camiseta del Manchester y ganó su primer título con su nuevo equipo, la Community Shield. El partido finalizó 3-2, con victoria de los diablos rojos frente al Manchester City. El 14 de agosto debutó en la Premier League en el partido de la primera jornada, West Bromwich Albion - Manchester United, consiguiendo una victoria por uno a dos. El 27 de septiembre debutó en la Liga de Campeones con el Manchester United en la segunda jornada de la fase de grupos. El partido finalizó empate a tres ante el Basilea. El 7 de diciembre de 2011, en el partido correspondiente a la última jornada de la fase de grupos de la Liga de Campeones, De Gea jugó el centésimo partido de su carrera encajando dos goles y siendo el Manchester derrotado por dos a uno frente al Basilea. Esta derrota hizo que el Manchester acabara tercero en su grupo y fuera eliminado de la Liga de Campeones y clasificado para disputar la Liga Europa. El 28 de enero jugó su primer partido de FA Cup en la derrota por dos a uno ante el Liverpool que eliminó al Manchester United de esta competición en los dieciseisavos de final. El 16 de febrero de 2012 jugó su primer partido de Liga Europa con el Manchester United en la victoria por cero a dos correspondiente al partido de ida de dieciseisavos de final ante el Ajax.
En la primera temporada en Inglaterra De Gea alternó la titularidad con el danés Anders Lindegaard, disputando un total de 39 partidos entre las distintas competiciones y acabando subcampeón de la Premier League y campeón de la Community Shield.

#### Campeón de Liga
Durante la temporada 2012-13, tras un comienzo algo irregular acompañado de problemas dentales que le hicieron estar en el banquillo en algunos partidos, se afianzó en la titularidad del equipo inglés. Sus actuaciones ayudaron a que el equipo se alzara con el campeonato de Liga encajando 26 goles en los 28 partidos que disputó.
En la Liga de Campeones terminó primero de grupo, pero fue eliminado en octavos de final por el Real Madrid. El equipo español empató a uno en España y ganó 2-1 en Old Trafford, eliminando así al Manchester United.
Al final de la temporada, el Manchester United renovó por dos temporadas más al portero ante el posible interés del Fútbol Club Barcelona por la posible salida de Víctor Valdés.

#### Fuera de Europa tras la marcha de Ferguson
La temporada 2013-14 comenzó con la disputa de la Community Shield al haber sido el Manchester campeón de la Premier League 2012-13. En la final se enfrentó al Wigan, perteneciente a una división inferior al Manchester United, pero que había sido el campeón de la FA Cup la temporada anterior. De Gea fue el portero titular en la final que ganó el Manchester United por cero a dos. Así, David consiguió su segunda Community Shield el 11 de agosto de 2013.
En el resto de las competiciones el Manchester tuvo actuaciones bastante flojas siendo eliminado en cuartos de final de la Liga de Campeones por el Bayern de Múnich y quedando en séptima posición de la Premier League, lo que conllevaría la no disputa de competición europea durante la temporada 2014-15, cosa que no sucedía desde hacía 25 años. Individualmente, De Gea se asentó de forma indiscutible en la titularidad disputando un total de 52 partidos y encajando 55 goles y fue elegido mejor jugador del club por los aficionados.

#### Temporada 2014-15
Durante la temporada 2014-15 David volvió a jugar todos los partidos como titular salvo en los que se encontró lesionado. El club terminó la temporada en cuarta posición clasificándose para jugar la eliminatoria previa de la Liga de Campeones. Al finalizar la temporada, fue incluido en el equipo ideal de la Premier League. A lo largo de la temporada, diversos rumores sugirieron que al finalizar la misma ficharía por al Real Madrid. Finalmente, el último día de fichajes se produjo el acuerdo entre el Manchester United y el Real Madrid para su traspaso pero la documentación llegó fuera de plazo y De Gea permaneció en el United.

#### Último año de Van Gaal y era Mourinho
La temporada 2015-16 fue la segunda y última de Van Gaal como técnico del equipo. El guardameta español siguió siendo indiscutible bajo los palos tras su frustrado traspaso al club madrileño y su posterior renovación. El equipo inglés acabó la temporada conquistando la FA Cup, siendo De Gea el portero titular en la final ganada ante el Crystal Palace por 1-2. En la temporada 2016-17, ya con Mourinho como entrenador, logró los títulos de Liga Europa, Community Shield y EFL Cup, si bien el guardameta titular en Liga Europa fue Sergio Romero. En la temporada 2017-18, donde no logró ningún título, superó los 300 encuentros oficiales con los diablos rojos en un encuentro ante el Huddersfield. A final de temporada fue elegido, por cuarta vez en cinco temporadas, como mejor jugador del equipo inglés. Con este galardón superó a Cristiano Ronaldo, que era el que ostentaba el anterior récord.

#### Salida del equipo inglés
Tras la temporada 2022-23, donde completó una de sus mejores temporadas en el Manchester United dejando la portería a cero en casi la mitad de los partidos que disputó (25 partidos de 58), el portero se despidió del equipo inglés. Tras unas semanas de negociación el portero español declinó la oferta de renovación a la baja, dejó la disciplina del Manchester United.

#### Fiorentina
Tras un año sin conseguir equipo, David de Gea se convirtió en nuevo jugador del ACF Fiorentina, según lo anunciaría el propio club italiano el 9 de agosto de 2024. Con la escuadra italiana, De Gea tiene el reto de disputar esta temporada la liga italiana y la Conference League.
El 6 de octubre por la jornada 7 de le Serie A contra el AC Milan, David atajo dos penales en el mismo partido, tapando a Theo Hernández y Tammy Abraham, la Fiorentina ganaría el partido 2-1 siendo De Gea clave para la victoria.
Al final de la temporada con la Fiorentina, De Gea aprovechó la oportunidad al máximo. El español de 34 años mantuvo su portería a cero en 11 partidos de la Serie A y solo encajó 38 goles en 35 partidos de liga, realizando paradas impresionantes con Raffaele Palladino.

## Selección nacional

### Categorías inferiores

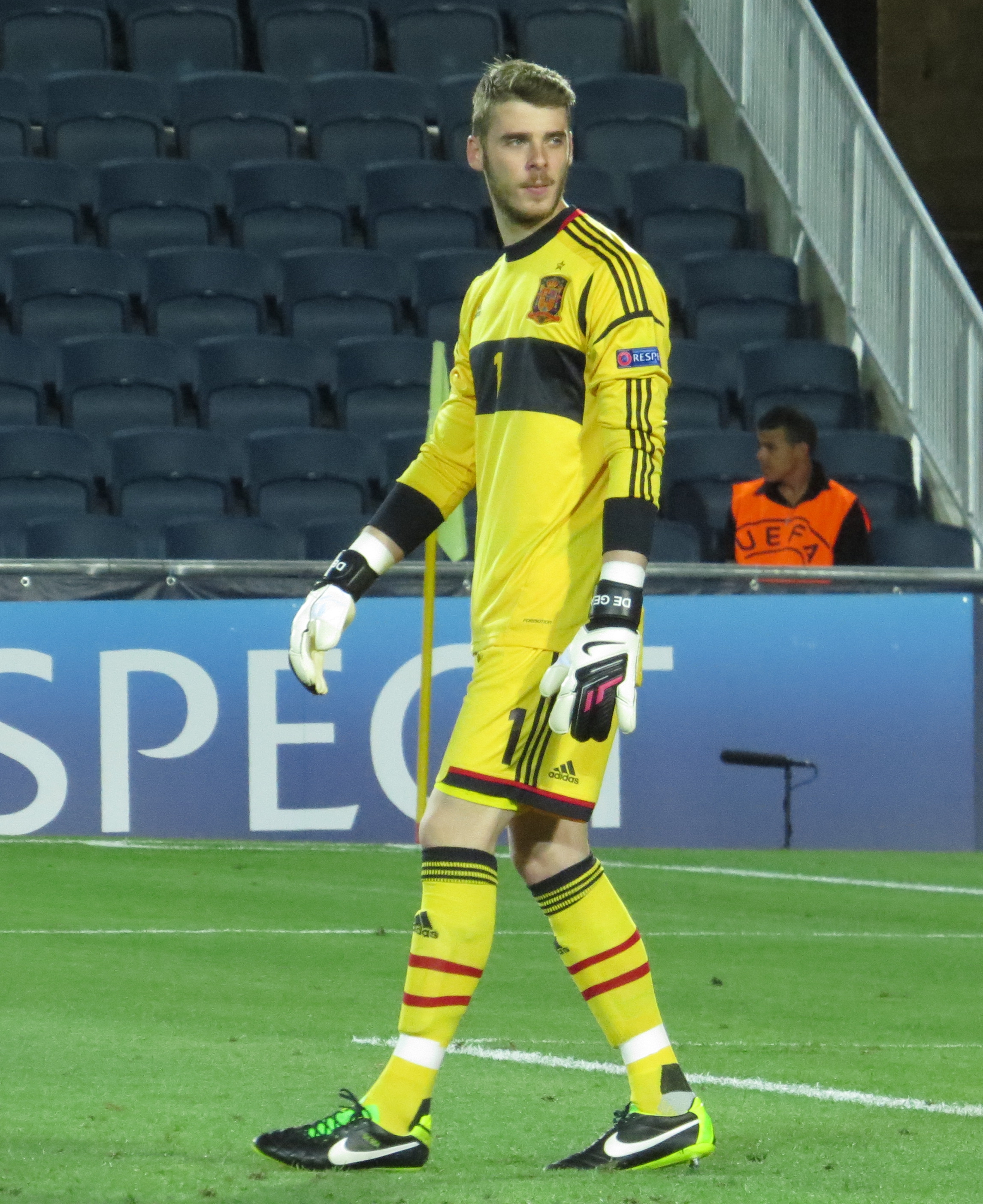
De Gea jugando para España U21 durante los Campeonatos de Europa 2013.

De Gea formó parte de la selección española que se consagró campeona del Europeo sub-17 y subcampeona del Mundial Sub-17 de 2007. También ha sido internacional con la selección española sub-21, con la que se proclamó, el 25 de junio de 2011, campeón del Europeo sub-21, alzándose como el portero menos goleado del campeonato con solo dos tantos recibidos, uno en el primer partido contra la selección de Inglaterra y otro en la semifinal contra Bielorrusia.
El 25 de febrero de 2012 recibió la citación para los Juegos Olímpicos de Londres 2012.
El 3 de julio fue convocado en la lista previa de 22 jugadores para representar a la selección española en los Juegos Olímpicos de Londres 2012. Días después fue incluido en la lista definitiva de 18 jugadores que finalmente viajaron a Londres.
Durante los Juegos Olímpicos David disputó los tres partidos de la fase de grupos como titular y encajó dos goles pero finalmente la selección española quedó eliminada al no conseguir ganar en ninguno de los tres encuentros.
Durante el verano de 2013, De Gea fue, de nuevo, convocado para disputar el Europeo Sub-21 que se disputó en Israel. Fue el portero titular durante toda la participación de la selección y el 18 de junio de 2013 se proclamó campeón del Europeo sub-21 siendo otra vez el portero menos goleado. Los únicos goles que encajó fueron ante Italia en la final que ganó España por cuatro goles a dos.

### Selección absoluta

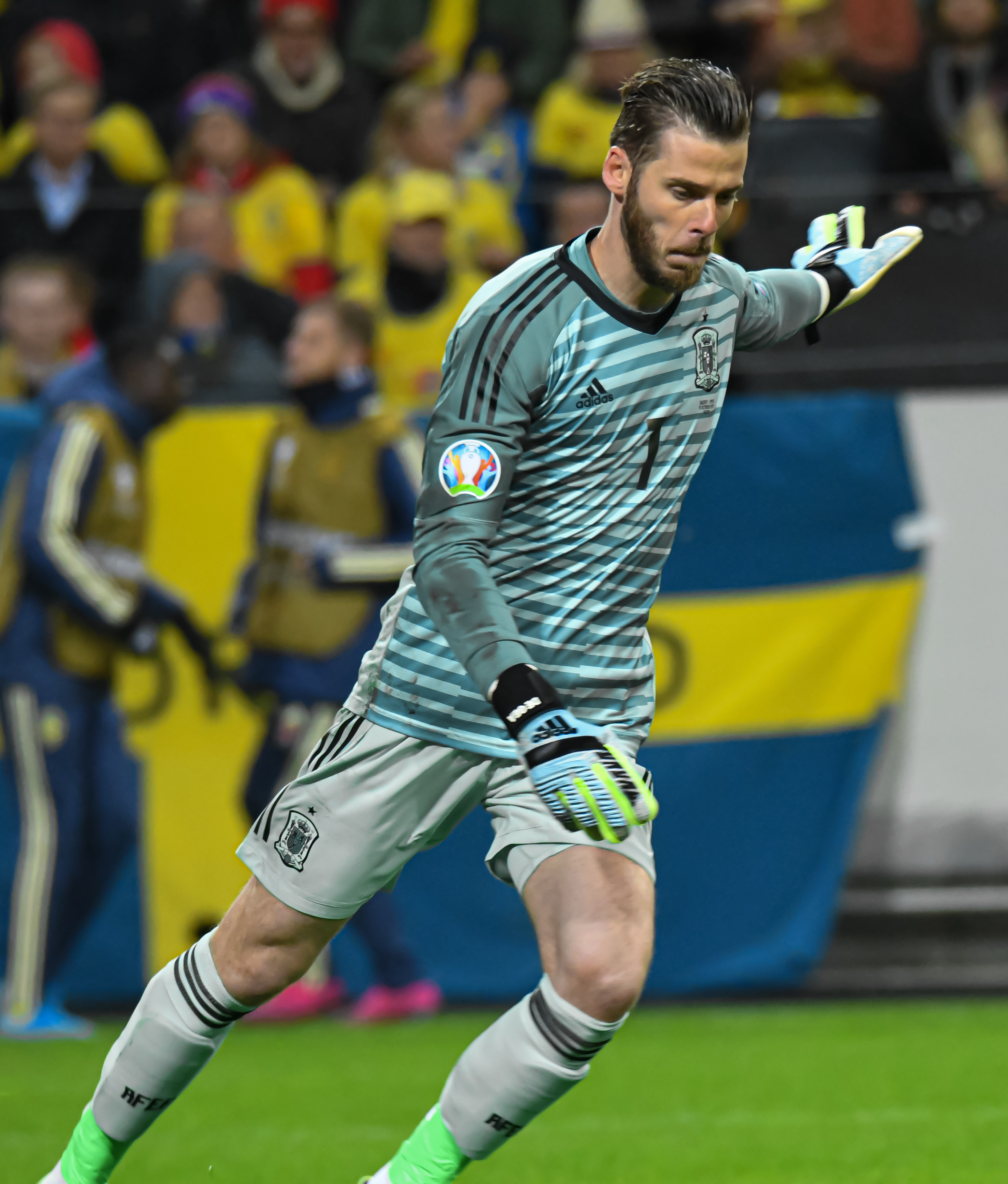
David de Gea con la selección española

El 10 de mayo de 2010, Vicente del Bosque lo incluyó en la preselección de 30 jugadores que podrían representar a España en la Copa Mundial de Sudáfrica de 2010. Sin embargo, finalmente fue descartado en la lista definitiva de 23 jugadores que dio el 20 de mayo.
El 15 de mayo de 2012, entró en la lista de convocados de la selección española absoluta, para los siguientes amistosos ante Serbia y ante Corea del Sur aunque, de nuevo, no llegó a debutar y no formó parte de los convocados para la Eurocopa 2012.
El 13 de mayo de 2014, otra vez entró en la prelista de 30 jugadores para disputar el Mundial de Brasil. Al solo haber tres porteros en la lista, debido a la lesión de Víctor Valdés, el 31 de mayo se confirmó que esta vez David sí estaría en el Mundial como tercer portero. Una semana después, el 7 de junio de 2014 se produjo su debut con la Selección absoluta en el partido que les enfrentó contra El Salvador en Washington, con victoria de 2-0. Sustituyó a Iker Casillas en el minuto 83 de partido. En dicho mundial la participación de la selección española fue muy decepcionante, quedando eliminada en la primera fase, tras los dos primeros partidos en los que fue derrotada por uno a cinco ante Países Bajos y cero a dos ante Chile. De Gea no disputó ningún minuto en todo el torneo.
Fue el guardameta titular de la selección española durante la Eurocopa 2016, por delante de Casillas. También disputó los cuatro partidos que jugó la Selección en el Mundial de Rusia 2018, donde tuvo una actuación controvertida.

### Participación en Copas del Mundo
| Mundial                               | Sede          | Resultado        | Partidos | Goles en contra |
| ------------------------------------- | ------------- | ---------------- | -------- | --------------- |
| Copa Mundial de Fútbol Sub-17 de 2007 | Corea del Sur | Subcampeón       | 7        | 6               |
| Copa Mundial de Fútbol de 2014        | Brasil        | Primera fase     | 0        | 0               |
| Copa Mundial de Fútbol de 2018        | Rusia         | Octavos de final | 4        | 6               |
| Total                                 | Total         | Total            | 11       | 12              |

### Participación en Eurocopas
| Eurocopa                | Sede      | Resultado        | Partidos | Goles en contra |
| ----------------------- | --------- | ---------------- | -------- | --------------- |
| Eurocopa Sub-17 de 2007 | Bélgica   | Campeón          | 6        | 2               |
| Eurocopa Sub-21 de 2011 | Dinamarca | Campeón          | 6        | 2               |
| Eurocopa Sub-21 de 2013 | Israel    | Campeón          | 6        | 2               |
| Eurocopa 2016           | Francia   | Octavos de final | 4        | 4               |
| Eurocopa 2020           | Europa    | Semifinales      | 0        | 0               |
| Total                   | Total     | Total            | 22       | 10              |

### Participación en los Juegos Olímpicos
| Juegos Olímpicos                 | Sede    | Resultado    | Partidos | Goles en contra |
| -------------------------------- | ------- | ------------ | -------- | --------------- |
| Juegos Olímpicos de Londres 2012 | Londres | Primera fase | 3        | 2               |
| Total                            | Total   | Total        | 3        | 2               |

## Estadísticas

### Clubes
Actualizado al último partido disputado el 10 de abril de 2025.
| Club | Div.          | Temporada     | Liga  | Liga     | Copas nacionales(1) | Copas nacionales(1) | Copas internacionales(2) | Copas internacionales(2) | Total | Total    |
| Club | Div.          | Temporada     | Part. | Goles(3) | Part.               | Goles(3)            | Part.                    | Goles(3)                 | Part. | Goles(3) |
| --- | ------------- | ------------- | ----- | -------- | ------------------- | ------------------- | ------------------------ | ------------------------ | ----- | -------- |
| Atlético de Madrid "B" · España | 2.ª B         | 2008-09       | 35    | 38       | —                   | —                   | —                        | —                        | 35    | 38       |
| Atlético de Madrid "B" · España | Total club    | Total club    | 35    | 38       | 0                   | 0                   | 0                        | 0                        | 35    | 38       |
| Atlético de Madrid · España | 1.ª           | 2009-10       | 19    | 28       | 7                   | 10                  | 9                        | 9                        | 35    | 47       |
| Atlético de Madrid · España | 1.ª           | 2010-11       | 38    | 53       | 5                   | 5                   | 6                        | 7                        | 49    | 65       |
| Atlético de Madrid · España | Total club    | Total club    | 57    | 81       | 12                  | 15                  | 15                       | 16                       | 84    | 112      |
| Manchester United F. C. Inglaterra | 1.ª           | 2011-12       | 29    | 29       | 2                   | 4                   | 8                        | 14                       | 39    | 47       |
| Manchester United F. C. Inglaterra | 1.ª           | 2012-13       | 28    | 26       | 6                   | 8                   | 7                        | 8                        | 41    | 42       |
| Manchester United F. C. Inglaterra | 1.ª           | 2013-14       | 37    | 43       | 5                   | 3                   | 10                       | 9                        | 52    | 55       |
| Manchester United F. C. Inglaterra | 1.ª           | 2014-15       | 37    | 36       | 6                   | 7                   | —                        | —                        | 43    | 43       |
| Manchester United F. C. Inglaterra | 1.ª           | 2015-16       | 34    | 33       | 7                   | 5                   | 8                        | 10                       | 49    | 48       |
| Manchester United F. C. Inglaterra | 1.ª           | 2016-17       | 35    | 29       | 7                   | 7                   | 3                        | 4                        | 45    | 40       |
| Manchester United F. C. Inglaterra | 1.ª           | 2017-18       | 37    | 28       | 2                   | 2                   | 7                        | 5                        | 46    | 35       |
| Manchester United F. C. Inglaterra | 1.ª           | 2018-19       | 38    | 54       | 0                   | 0                   | 9                        | 9                        | 47    | 63       |
| Manchester United F. C. Inglaterra | 1.ª           | 2019-20       | 38    | 36       | 3                   | 6                   | 2                        | 2                        | 43    | 44       |
| Manchester United F. C. Inglaterra | 1.ª           | 2020-21       | 26    | 32       | 0                   | 0                   | 10                       | 14                       | 36    | 46       |
| Manchester United F. C. Inglaterra | 1.ª           | 2021-22       | 38    | 57       | 1                   | 0                   | 7                        | 9                        | 46    | 66       |
| Manchester United F. C. Inglaterra | 1.ª           | 2022-23       | 38    | 42       | 8                   | 6                   | 12                       | 12                       | 58    | 59       |
| Manchester United F. C. Inglaterra | Total club    | Total club    | 415   | 445      | 47                  | 48                  | 83                       | 96                       | 545   | 589      |
| Sin equipo | 1.ª           | 2023-24       | 0     | 0        | 0                   | 0                   | 0                        | 0                        | 0     | 0        |
| ACF Fiorentina · Italia | 1.ª           | 2024-25       | 35    | 38       | 0                   | 0                   | 7                        | 12                       | 42    | 50       |
| ACF Fiorentina · Italia | Total club    | Total club    | 35    | 38       | 0                   | 0                   | 7                        | 12                       | 42    | 50       |
| Total carrera | Total carrera | Total carrera | 542   | 602      | 59                  | 66                  | 108                      | 118                      | 706   | 789      |
| (1) Incluye datos de Copa del Rey (2009-11); FA Cup (2011-16); Copa de la Liga (2011-16); Community Shield (2011) y (2013). (2) Incluye datos de Liga de Campeones de la UEFA (2009-10), (2011-14) y (2015-16); Liga Europa de la UEFA (2009-12); Supercopa de Europa (2010). (3) Hace referencia a goles encajados |               |               |       |          |                     |                     |                          |                          |       |          |

## Palmarés

### Títulos nacionales
| Título           | Club                    | País       | Año     |
| ---------------- | ----------------------- | ---------- | ------- |
| Community Shield | Manchester United F. C. | Inglaterra | 2011    |
| Premier League   | Manchester United F. C. | Inglaterra | 2012-13 |
| Community Shield | Manchester United F. C. | Inglaterra | 2013    |
| FA Cup           | Manchester United F. C. | Inglaterra | 2015-16 |
| Community Shield | Manchester United F. C. | Inglaterra | 2016    |
| Copa de la Liga  | Manchester United F. C. | Inglaterra | 2016-17 |
| Copa de la Liga  | Manchester United F. C. | Inglaterra | 2022-23 |

### Títulos internacionales
| Título                 | Equipo                  | País      | Año     |
| ---------------------- | ----------------------- | --------- | ------- |
| Europeo Sub-17         | España (sub-17)         | Bélgica   | 2007    |
| Europeo Sub-21         | España (sub-21)         | Dinamarca | 2011    |
| Europeo Sub-21         | España (sub-21)         | Israel    | 2013    |
|                        |                         |           |         |
| Liga Europa de la UEFA | Atlético de Madrid      | Alemania  | 2009-10 |
| Supercopa de Europa    | Atlético de Madrid      | Mónaco    | 2010    |
| Liga Europa de la UEFA | Manchester United F. C. | Suecia    | 2016-17 |

### Distinciones individuales
| Distinción                                            | Año                          |
| ----------------------------------------------------- | ---------------------------- |
| Fútbol Draft Portero de bronce                        | 2007                         |
| Fútbol Draft Portero de plata                         | 2008, 2009                   |
| Fútbol Draft Portero de oro                           | 2010, 2011                   |
| Premio LFP al Jugador Revelación de la Liga           | 2010                         |
| Premios Siete Estrellas del deporte                   | 2010                         |
| Incluido en el equipo ideal de la Eurocopa Sub-21     | 2011, 2013                   |
| Medalla de Oro al Mérito Deportivo Castilla-La Mancha | 2011                         |
| Equipo del año PFA                                    | 2013, 2015, 2016, 2017, 2018 |
| Mejor parada del año de la Premier League             | 2014                         |
| Jugador del año Sir Matt Busby                        | 2014, 2015, 2016, 2018       |
| Nominado al FIFA/FIFPro World XI                      | 2015, 2016, 2017             |
| Equipo Ideal de la Liga Europa                        | 2016                         |
| Guante de Oro de la Premier League                    | 2018, 2023                   |
| Elegido en el FIFA/FIFPro World XI                    | 2018                         |

## Vida personal
Mantiene una relación sentimental con la cantante española Edurne desde 2010. En noviembre de 2020 se hizo público que sería padre por primera vez. Su hija Yanay nació el 4 de marzo de 2021.
Contrajeron matrimonio civil el 1 de julio de 2023 en Menorca.
Fue acusado de estar implicado en el 'caso Torbe' junto con Iker Muniain, en el que cometió una presunta agresión sexual a una joven.